# 本證寺 (朝倉市)
本證寺（ほんしょうじ）は福岡県朝倉市にある日蓮宗の寺院。山号は福王山。旧本山は京都本満寺。莚師法縁。
寛永元年(1624年）に博多の妙典寺の住職日焉によって開山された。
日焉は博多で初代藩主黒田長興と親交があり、長興の秋月転封に伴って秋月へ来た。長興からこの地を授かり、本證寺を開いた。
島原出陣の折りには、ここで武運長久の祈祷をした。
山門に掲げられている「福王山」の額は長興の自筆とされる。

## 所在地
- 福岡県朝倉市秋月205

## 関連資料
- 日蓮宗寺院大鑑編集委員会『宗祖第七百遠忌記念出版 日蓮宗寺院大鑑』大本山池上本門寺 (1981年)